# Heugas

Heugas este o comună în departamentul Landes din sud-vestul Franței. În 2009 avea o populație de 1.238 de locuitori.

## Evoluția populației
| An        | 1975 | 1982  | 1990  | 1999  | 2006  | 2009  |
| --------- | ---- | ----- | ----- | ----- | ----- | ----- |
| Populație | 929  | 1.192 | 1.280 | 1.268 | 1.222 | 1.238 |